# Glomericirrus ulmeri
Glomericirrus ulmeri är en plattmaskart. Glomericirrus ulmeri ingår i släktet Glomericirrus och familjen Hemiuridae. Inga underarter finns listade i Catalogue of Life.